# Барнаульский уезд
Барнау́льский уе́зд (c 1822 до 1898 — Барнаульский округ) — административная единица в Томской губернии и Алтайской губернии во второй половине XIX века и в начале XX века. Уездный город — Барнаул.

## География
Территория уезда охватывала почти всю территорию современного Алтайского края.

## История
В 1822 году в составе Томской губернии был образован Барнаульский округ. В 1898 г. окружное деление заменяется уездным и соответственно создается Барнаульский уезд.
В июле 1917 года Барнаульский уезд вошёл в состав вновь созданной Алтайской губернии. В 1925 году уезд преобразован в Барнаульский округ Сибирского края.

## Административное деление
В 1913 году в состав уезда входило 76 волостей:
| - Александровская — с. Панкрушиха - Алексеевская - Баклушевская - Барнаульская — с. Чистюнька - Берская - Боровлянская — с. Анисимово - Боровская - Бурлинская — с. Крутиха - Белоярская - Верх-Алеусская - Верх-Чингисская - Верх-Чумышская — с. Кытманово - Вознесенская - Волчно-Бурлинская - Гилево-Логовская - Екатериненская - Завьяловская - Залесовская - Зимовская - Ильинская | - Индерская - Каинская - Каменская — с. Камень - Камышенская - Карасевская - Карасукская - Касихинская - Касмалинская - Клочковская - Ключевская - Кочковская - Корниловская - Крестьянская - Кулундинская — с. Тюменцево - Куликовская - Кумышская - Кундровская - Леньковская - Легостаевская - Ляжинская | - Малышевская — с. Мереть - Мариинская — с. Жуланиха - Маршанская - Михайловская - Нижне-Карганская — с. Карган - Нижне-Кулундинская — с. Баево - Нижне-Чулымская — с. Чулымское - Николаевская - Новичихинская - Ново-Локтевская - Ново-Ярковская - Обская — с. Юдиха - Ординская — с. Ордынское - Павловская - Панюшевская - Петропавловская - Покровская — с. Волчиха - Ребрихинская - Селиверстовская - Средне-Краюшкинская | - Средне-Красиловская - Сумская - Сузунская - Тальменская - Титовская - Тополинская - Травинская - Уганская - Черемновская - Черемушкинская - Черно-Курьинская - Чингинская — с. Битки - Чумышская — с. Сорокинское - Шадринская - Шаховская - Ярковская |

Полный список волостей уезда (до июня 1917): Волости Томской губернии (Барнаульский уезд)

27 мая 1924 года Барнаульский уезд был разделён на 14 районов:
- Алейский,
- Белоярский,
- Боровской,
- Верх-Чумышский,
- Кашкарагаихинский,
- Косихинский,
- Мамонтовский,
- Павловский,
- Ребрихинский,
- Чистюньский,
- Чумышский,
- Шадринский,
- Шелаболихинский,
- Шипуновский.

## Примечания

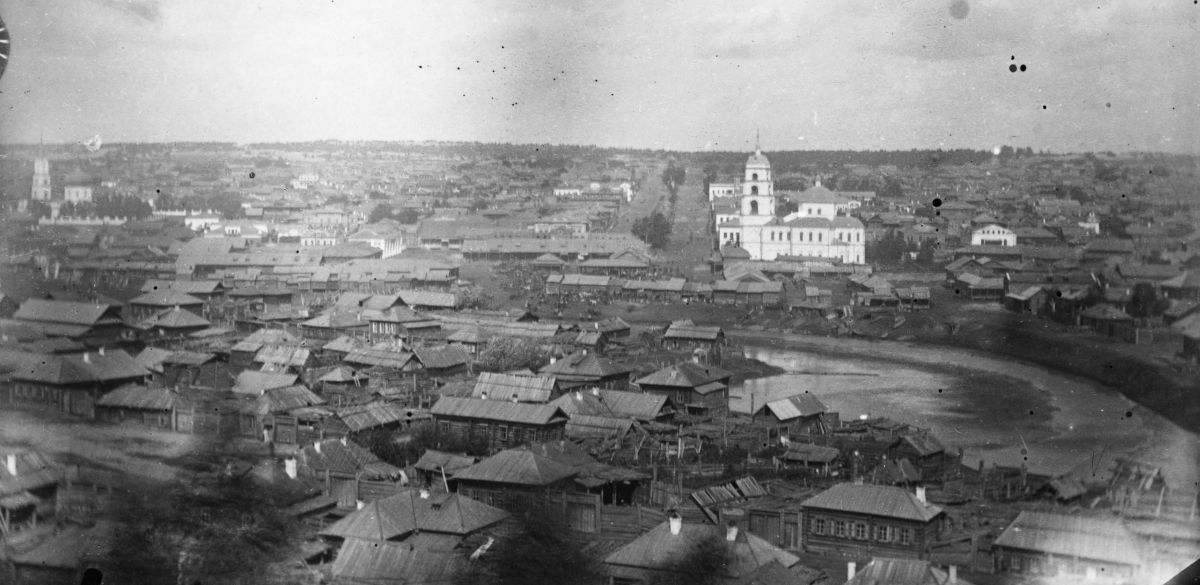
Барнаул. 1885 год